# Lonrai
Lonrai é uma comuna francesa na região administrativa da Normandia, no departamento Orne. Estende-se por uma área de 6,14 km². Em 2010 a comuna tinha 1 164 habitantes (densidade: 189,6 hab./km²).